# Ciclo do Brasil na Copa do Mundo FIFA 2026
O ciclo da seleção brasileira de futebol masculino para a Copa do Mundo de 2026, deu início em janeiro de 2023 e segue até o mês de dezembro de 2026. Durante esse período a seleção disputará além de amistosos, as Eliminatórias da Copa, a Copa América e possivelmente a Copa do Mundo. Atualmente a equipe é comandada por Carlo Ancelotti.

## Fatos marcantes

### 2023
Após a saída do técnico Tite do comando da seleção, a CBF deu início pela busca de um novo treinador. Muitos nomes foram ventilados, entre eles Carlo Ancelotti, Fernando Diniz, Jorge Jesus, Abel Ferreira, Dorival Júnior, Mano Menezes e até Pep Guardiola.
Nesse período, o treinador da equipe sub-20 do Brasil, Ramon Menezes foi escolhido como treinador interino da seleção nos três primeiros amistosos do ano.
Após muita espera e conversas, a CBF definiu Carlo Ancelotti como o futuro técnico da seleção, porém ele assume somente no final da temporada 2023–24 onde atualmente ele comanda o Real Madrid. Nesse período o treinador italiano vai deixar junto da seleção um profissional de sua confiança para que possa nesse período avaliar e ter informações da equipe que irá assumir.
Em junho, a CBF anuncia como novo treinador interino, Fernando Diniz que é o atual treinador do Fluminense. Diniz terá um contrato com duração de um ano e começa a valer a partir dos jogos das eliminatórias em setembro.
Em novembro a seleção brasileira enfrentou pela sexta rodada das eliminatórias a seleção argentina no Maracanã. Durante o hino nacional os torcedores das duas seleções e policiais entraram em confronto na arquibancada gerando um atraso de 27 minutos para o início da partida. A seleção canarinho perdeu a partida por 1 a 0 colocando um fim a uma invencibilidade histórica do Brasil nas eliminatórias, onde nunca tinha perdido uma partida jogando em solo brasileiro. Além disso, com a derrota o Brasil depois de 20 anos perdeu novamente por três partidas seguidas.
No final de 2023, o treinador italiano Carlo Ancelotti renova contrato com Real Madrid até 2026, encerrando os rumores de que poderia treinar a seleção brasileira.

### 2024
Logo no início do ano, dia 5 de janeiro o presidente da CBF, Ednaldo Rodrigues demite o treinador interino Fernando Diniz após seis jogos a frente da seleção canarinho.
Após a saída de Diniz, inicia-se conversas com o então treinador do São Paulo, Dorival Júnior com o acerto entre as partes vindo dias depois para assumir o comando da seleção até a Copa do Mundo de 2026.
Na Copa América a seleção brasileira não passou das quartas de final. Durante a fase de grupos enfrentou as seleções da Costa Rica, Paraguai e Colômbia. Ficou em segundo no grupo e com isso enfrentou a seleção uruguaia nas quartas de final. Em jogo difícil acabou empatando sem gols e na decisão por pênaltis acabou perdendo pelo placar de 4 a 2.

### 2025
No dia 25 de março a derrota por 4 a 1 para a Argentina no Monumental de Núñez, tornou-se a pior da história da Seleção Brasileira em Eliminatórias para a Copa do Mundo, superando o 3 a 0 para o Chile em 2000. Esse resultado histórico também marcou a primeira vez que o Brasil perdeu os dois jogos contra a Argentina em uma disputa de eliminatórias, onde além da goleada, havia sido derrotado por 1 a 0 no Maracanã em 2023. Além disso, o Brasil não perdia por três gols de diferença para os argentinos desde 1964. O revés por 4 a 1 entrou para a história como um dos maiores da Seleção Brasileira contra os argentinos, ficando atrás apenas do histórico 6 a 1 em amistoso realizado em 1940, que é o pior resultado já registrado em confrontos entre as duas equipes.
Após a derrota para a seleção argentina, Dorival Júnior foi demitido do cargo de treinador após um ano à frente da seleção e 16 partidas disputadas.
Desde 2023 havia conversas de que o treinador Carlo Ancelotti poderia ser o novo treinador da Seleção Brasileira. Em 2025 após um temporada de maus resultados pelo Real Madrid, os rumores de sua vinda para a seleção aumentaram. Porém após o Real Madrid dificultar a sua liberação, dirigentes da CBF e o treinador decidem dar fim às negociações. Em maio ocorreu uma reviravolta na história com a CBF anunciando como o novo treinador da seleção até o final da Copa do Mundo de 2026, assumindo o comando da equipe já nos jogos das Eliminatórias contra o Equador e o Paraguai.
No dia 10 de junho após a vitória diante da seleção paraguaia, o Brasil garantiu a vaga para a Copa do Mundo.

## Elenco atual
Os seguintes 23 jogadores foram convocados para a disputa dos jogos contra o  Equador e o  Paraguai pelo técnico Carlo Ancelotti.
| Nome               | Posição          | Clube               |
| ------------------ | ---------------- | ------------------- |
| Alisson            | Goleiro          | Liverpool           |
| Bento              | Goleiro          | Al-Nassr            |
| Hugo Souza         | Goleiro          | Corinthians         |
| Alexsandro         | Zagueiro         | Lille               |
| Danilo             | Zagueiro         | Flamengo            |
| Léo Ortiz          | Zagueiro         | Flamengo            |
| Lucas Beraldo      | Zagueiro         | Paris Saint-Germain |
| Marquinhos         | Zagueiro         | Paris Saint-Germain |
| Alex Sandro        | Lateral-esquerdo | Flamengo            |
| Carlos Augusto     | Lateral-esquerdo | Internazionale      |
| Vanderson          | Lateral-direito  | Monaco              |
| Wesley             | Lateral-direito  | Flamengo            |
| Bruno Guimarães    | Volante          | Newcastle           |
| Casemiro           | Volante          | Manchester United   |
| Andrey Santos      | Meio-campo       | Strasbourg          |
| Andreas Pereira    | Meio-campo       | Fulham              |
| Éderson            | Meio-campo       | Atalanta            |
| Gerson             | Meio-campo       | Flamengo            |
| Antony             | Atacante         | Betis               |
| Estêvão            | Atacante         | Palmeiras           |
| Gabriel Martinelli | Atacante         | Arsenal             |
| Matheus Cunha      | Atacante         | Wolverhampton       |
| Raphinha           | Atacante         | Barcelona           |
| Richarlison        | Atacante         | Tottenham           |
| Vinicius Junior    | Atacante         | Real Madrid         |
| Carlo Ancelotti    | Treinador        |                     |

Jogadores cortados:
| Nome | Posição | Clube |
| ---- | ------- | ----- |
|      |         |       |

## Treinadores

### Desempenho dos Treinadores
| Técnico                   | Início               | Fim                  | Torneio               | J  | V | E | D | GP | GC | SG | %     |
| Ramon Menezes (interino)  | 26 de maio de 2023   | 3 de julho de 2023   | Amistosos             | 3  | 1 | 0 | 2 | 7  | 7  | 0  | 33,3% |
| Ramon Menezes (interino)  | 26 de maio de 2023   | 3 de julho de 2023   | Total                 | 3  | 1 | 0 | 2 | 7  | 7  | 0  | 33,3% |
| Fernando Diniz (interino) | 4 de julho de 2023   | 5 de janeiro de 2024 | Eliminatórias da Copa | 6  | 2 | 1 | 3 | 8  | 7  | +1 | 38,9% |
| Fernando Diniz (interino) | 4 de julho de 2023   | 5 de janeiro de 2024 | Total                 | 6  | 2 | 1 | 3 | 8  | 7  | +1 | 38,9% |
| Dorival Júnior            | 7 de janeiro de 2024 | 28 de março de 2025  | Amistosos             | 4  | 2 | 2 | 0 | 8  | 6  | +2 | 66,7% |
| Dorival Júnior            | 7 de janeiro de 2024 | 28 de março de 2025  | Eliminatórias da Copa | 8  | 4 | 2 | 2 | 12 | 9  | +3 | 58,3% |
| Dorival Júnior            | 7 de janeiro de 2024 | 28 de março de 2025  | Copa América          | 4  | 1 | 3 | 0 | 5  | 2  | +3 | 50%   |
| Dorival Júnior            | 7 de janeiro de 2024 | 28 de março de 2025  | Total                 | 16 | 7 | 7 | 2 | 25 | 17 | +8 | 58,3% |
| Carlo Ancelotti           | 26 de maio de 2025   | Até o momento        | Amistosos             |    |   |   |   |    |    |    | 0,0%  |
| Carlo Ancelotti           | 26 de maio de 2025   | Até o momento        | Eliminatórias da Copa | 2  | 1 | 1 | 0 | 1  | 0  | +1 | 66,7% |
| Carlo Ancelotti           | 26 de maio de 2025   | Até o momento        | Total                 | 2  | 1 | 1 | 0 | 1  | 0  | +1 | 66,7% |

## Competições
Todos os horários dos jogos estão no horário de Brasília (UTC−3).

### Resumo das participações
| Torneio               | Pos/Fas          | J  | V | E | D | GP | GC | SG | %     |
| Amistosos             | –                | 7  | 3 | 2 | 2 | 15 | 13 | +2 | 52,4% |
| Eliminatórias da Copa | Em andamento     | 16 | 7 | 4 | 5 | 21 | 16 | +5 | 52,1% |
| Copa América          | Quartas de final | 4  | 1 | 3 | 0 | 5  | 2  | +3 | 50%   |

### Amistosos

#### 2023
| 25 de março 1 | Marrocos                                                   | 2 – 1     | Brasil                  | Tânger                                                        |  |
| 19:00         | Boufal 29' · El Khannouss 42' · Amrabat 45+2' · Sabiri 79' | Soccerway | 54' Rony · 67' Casemiro | Estádio: Ibn Batouta Público: 63 500 Árbitro: TUN Sadok Selmi |  |

| 17 de junho 2 | Brasil | 4 – 1     | Guiné                    | Cornellà de Llobregat                                                      |  |
| 16:30         | Lucas Paquetá 21' · Joelinton 27' · Rodrygo 30' · Militão 47' · Casemiro 54' · Vinícius Júnior 88' (pen.) | Soccerway | 36' Guirassy · 86' Sylla | Estádio: RCDE Stadium Público: 20 000 Árbitro: LET Andris Treimanis (FIFA) |  |

| 20 de junho 3 | Brasil                                                                           | 2 – 4     | Senegal                                                                                    | Lisboa                                                                     |  |
| 16:00         | Lucas Paquetá 11' · Marquinhos 58' · Ayrton Lucas 60' · Militão 89' · Danilo 90' | Soccerway | 22' Diallo · 45' Ciss · 52' Marquinhos · 55', 90+7' (pen.) Mané · 89' Diatta · 90' Jackson | Estádio: José Alvalade Público: 25 000 Árbitro: POR Gustavo Correia (FIFA) |  |

#### 2024
| 23 de março 4 | Inglaterra     | 0 – 1     | Brasil                          | Londres                                                                |  |
| 16:00         | Bellingham 13' | Soccerway | 34' Lucas Paquetá · 80' Endrick | Estádio: Wembley Público: 83 664 Árbitro: POR Artur Soares Dias (FIFA) |  |

| 26 de março 5 | Espanha                                                                      | 3 – 3     | Brasil | Madrid                                                                       |  |
| 17:30         | Rodri 12', 87' · Le Normand 34' · Dani Olmo 36' · Laporte 42' · Carvajal 51' | Soccerway | 40' Rodrygo · 42' Bruno Guimarães · 50' Fabrício Bruno · 50', 78' Endrick · 58', 90+6' (pen.) Lucas Paquetá · 85' Andreas Pereira · 90+3' Beraldo | Estádio: Santiago Bernabéu Público: 71 465 Árbitro: POR António Nobre (FIFA) |  |

| 8 de junho 6 | Brasil                                                                                  | 3 – 2     | México                         | College Station                                                |  |
| 22:00        | Andreas Pereira 5' · Yan Couto 27' · Martinelli 54' · Militão 68' · Endrick 90+6' 90+8' | Soccerway | 73' Yan Couto · 90+2' Martínez | Estádio: Kyle Field Público: 85 249 Árbitro: EUA Lukasz Szpala |  |

| 12 de junho 7 | Estados Unidos | 1 – 1     | Brasil                       | Orlando                                                                            |  |
| 20:00         | Pulisic 26'    | Soccerway | 14' João Gomes · 17' Rodrygo | Estádio: Camping World Stadium Público: 60 016 Árbitro: HON Héctor Martínez (FIFA) |  |

### Eliminatórias da Copa

#### 2023
| 8 de setembro 1 | Brasil                                                   | 5 – 1     | Bolívia                                      | Belém                                                                 |  |
| 21:45           | Rodrygo 24', 53' · Raphinha 47' · Neymar 61', 90+3', 21' | Soccerway | 18' Marcelo Moreno · 69' Ursino · 78' Ábrego | Estádio: Mangueirão Público: 48 183 Árbitro: PAR Juan Gabriel Benítez |  |

| 12 de setembro 2 | Peru                                | 0 – 1     | Brasil                                              | Lima                                                                            |  |
| 23:00            | Cartagena 45+7' Tapia 48' López 59' | Soccerway | 42' Raphinha · 61' Bruno Guimarães · 90' Marquinhos | Estádio: Nacional Público: 56 328 Árbitro: ARG Fernando Andrés Rapallini (FIFA) |  |

| 12 de outubro 3 | Brasil                                              | 1 – 1     | Venezuela                            | Cuiabá                                                                   |  |
| 21:30           | Gabriel Magalhães 50' · Richarlison 56' · André 83' | Soccerway | 31' Herrera · 33' Rincón · 85' Bello | Estádio: Arena Pantanal Público: 40 020 Árbitro: PER Kevin Ortega (FIFA) |  |

| 17 de outubro 4 | Uruguai                                                          | 2 – 0     | Brasil                                                                     | Montevidéu                                                             |  |
| 21:00           | Araújo 10' · Darwin Núñez 21', 42' · Nández 57' · De la Cruz 77' | Soccerway | 45+5' Rodrygo 71' Casemiro 77' Ederson 83' Gabriel Jesus 89' Matheus Cunha | Estádio: Centenario Público: 52 477 Árbitro: VEN Alexis Herrera (FIFA) |  |

| 16 de novembro 5 | Colômbia                         | 2 – 1     | Brasil                                    | Barranquilla                                                              |  |
| 21:00            | Sánchez 20' · Luis Díaz 75', 79' | Soccerway | 4' Martinelli · 78' Renan Lodi · 90' Pepê | Estádio: Metropolitano Público: 44 604 Árbitro: URU Andrés Matonte (FIFA) |  |

| 21 de novembro 6 | Brasil                                                         | 0 – 1     | Argentina    | Rio de Janeiro                                                   |  |
| 21:30            | Gabriel Jesus 5' Raphinha 14' Carlos Augusto 33' Joelinton 81' | Soccerway | 63' Otamendi | Estádio: Maracanã Público: 68 138 Árbitro: CHI Piero Maza (FIFA) |  |

#### 2024
| 6 de setembro 7 | Brasil                  | 1 – 0     | Equador | Curitiba                                                                 |  |
| 22:00           | Rodrygo 30' · Lucas 78' | Soccerway |         | Estádio: Couto Pereira Público: 36 914 Árbitro: ARG Facundo Tello (FIFA) |  |

| 10 de setembro 8 | Paraguai                                                  | 1 – 0     | Brasil                                    | Assunção                                                                         |  |
| 21:30            | Gómez 20', 45' · Bobadilla 45' · Alonso 70' · Almirón 85' | Soccerway | 45+5' Lucas Paquetá 90+3' Vinícius Júnior | Estádio: Defensores del Chaco Público: 31 962 Árbitro: URU Andrés Matonte (FIFA) |  |

| 10 de outubro 9 | Chile                                 | 1 – 2     | Brasil                                                               | Santiago                                                            |  |
| 21:00           | Vargas 2' · Galdames 40' · Loyola 72' | Soccerway | 3' Lucas Paquetá · 45+1' Igor Jesus · 62' Danilo · 89' Luiz Henrique | Estádio: Nacional Público: 43 059 Árbitro: ARG Darío Herrera (FIFA) |  |

| 15 de outubro 10 | Brasil                                                                                    | 4 – 0     | Peru                                                         | Brasília                                                                     |  |
| 21:45            | Raphinha 38' (pen.), 54' (pen.) · Andreas Pereira 71' · Luiz Henrique 74' · Vanderson 83' | Soccerway | 8' Reyna 45' Gallese 48' Castillo 55' Zambrano 68' Cartagena | Estádio: Mané Garrincha Público: 60 139 Árbitro: URU Esteban Ostojich (FIFA) |  |

| 14 de novembro 11 | Venezuela                                                               | 1 – 1     | Brasil                                        | Maturín                                                                  |  |
| 18:00             | Murillo 34' · Segovia 46', 86' · Romo 59' · Cásseres 82' · González 89' | Soccerway | 36' Vanderson · 43' Raphinha · 88' Martinelli | Estádio: Monumental de Maturín Público: 32 200 Árbitro: COL Andrés Rojas |  |

| 19 de novembro 12 | Brasil                                                                  | 1 – 1     | Uruguai                                | Salvador                                                                 |  |
| 21:45             | Gerson 62' · Raphinha 69' · Lucas Paquetá 89' · Gabriel Magalhães 90+3' | Soccerway | 41' Ugarte · 55' Valverde · 83' Varela | Estádio: Arena Fonte Nova Público: 41 511 Árbitro: CHI Piero Maza (FIFA) |  |

#### 2025
| 20 de março 13 | Brasil | 2 – 1     | Colômbia                 | Brasília                                                                   |  |
| 21:45          | Raphinha 6' (pen.) · Bruno Guimarães 16' · Gabriel Magalhães 45+1' · Joelinton 86' · Vinícius Júnior 90+9' | Soccerway | 41' Luis Díaz · 48' Ríos | Estádio: Mané Garrincha Público: 70 027 Árbitro: VEN Alexis Herrera (FIFA) |  |

| 25 de março 14 | Argentina | 4 – 1     | Brasil                                                                                   | Buenos Aires                                                                  |  |
| 21:00          | Alvarez 4' · Fernández 12', 90+1' · Mac Allister 37' · Tagliafico 40' · Almada 41' · Otamendi 69' · Simeone 71' · Paredes 74' | Soccerway | 26' Matheus Cunha · 28' Murillo · 40' Raphinha · 71' André · 79' Léo Ortiz · 87' Endrick | Estádio: Monumental de Núñez Público: 85 015 Árbitro: COL Andrés Rojas (FIFA) |  |

| 5 de junho 15 | Equador | 0 – 0     | Brasil | Guaiaquil                                                          |  |
| 20:00         |         | Soccerway |        | Estádio: Monumental Público: 59 283 Árbitro: CHI Piero Maza (FIFA) |  |

| 10 de junho 16 | Brasil                                           | 1 – 0     | Paraguai  | São Paulo                                                                    |  |
| 21:45          | Vinícius Júnior 28', 44' · Bruno Guimarães 45+3' | Soccerway | 6' Alonso | Estádio: Neo Química Arena Público: 43 316 Árbitro: ARG Facundo Tello (FIFA) |  |

| 4 de setembro 17 | Brasil | – | Chile | Rio de Janeiro    |  |
| 21:30            |        |   |       | Estádio: Maracanã |  |

| 9 de setembro 18 | Bolívia | – | Brasil | El Alto                       |  |
| 20:30            |         |   |        | Estádio: Municipal de El Alto |  |

| Pos | Equipe        | Pts | J  | V  | E | D  | GP | GC | SG  | Classificado          |     |       |       |       |       |     |       |       |       |       |       |
| --- | ------------- | --- | -- | -- | - | -- | -- | -- | --- | --------------------- | --- | ----- | ----- | ----- | ----- | --- | ----- | ----- | ----- | ----- | ----- |
| 1   | Argentina (Q) | 35  | 16 | 11 | 2 | 3  | 28 | 9  | +19 | Copa do Mundo de 2026 |     | —     | 1–0   | 4–1   | 0–2   | 1–0 | 1–1   | 4 Set | 6–0   | 1–0   | 3–0   |
| 2   | Equador (Q)   | 25  | 16 | 7  | 7 | 2  | 13 | 5  | +8  | Copa do Mundo de 2026 |     | 9 Set | —     | 0–0   | 2–1   | 0–0 | 0–0   | 2–1   | 4–0   | 1–0   | 1–0   |
| 3   | Brasil (Q)    | 25  | 16 | 7  | 4 | 5  | 21 | 16 | +5  | Copa do Mundo de 2026 |     | 0–1   | 1–0   | —     | 1–1   | 1–0 | 2–1   | 1–1   | 5–1   | 4–0   | 4 Set |
| 4   | Uruguai (X)   | 24  | 16 | 6  | 6 | 4  | 19 | 12 | +7  | Copa do Mundo de 2026 |     | 0–1   | 0–0   | 2–0   | —     | 0–0 | 3–2   | 2–0   | 3–0   | 4 Set | 3–1   |
| 5   | Paraguai (X)  | 24  | 16 | 6  | 6 | 4  | 13 | 10 | +3  | Copa do Mundo de 2026 |     | 2–1   | 4 Set | 1–0   | 2–0   | —   | 0–1   | 2–1   | 1–0   | 0–0   | 1–0   |
| 6   | Colômbia      | 22  | 16 | 5  | 7 | 4  | 19 | 15 | +4  | Copa do Mundo de 2026 |     | 2–1   | 0–1   | 2–1   | 2–2   | 2–2 | —     | 1–0   | 4 Set | 0–0   | 4–0   |
| 7   | Venezuela     | 18  | 16 | 4  | 6 | 6  | 15 | 19 | −4  | Repescagem            |     | 1–1   | 0–0   | 1–1   | 0–0   | 1–0 | 9 Set | —     | 2–0   | 1–0   | 3–0   |
| 8   | Bolívia       | 17  | 16 | 5  | 2 | 9  | 16 | 32 | −16 |                       |     | 0–3   | 1–2   | 9 Set | 0–0   | 2–2 | 1–0   | 4–0   | —     | 2–0   | 2–0   |
| 9   | Peru (Y)      | 12  | 16 | 2  | 6 | 8  | 6  | 17 | −11 |                       | 0–2 | 0–0   | 0–1   | 1–0   | 9 Set | 1–1 | 1–1   | 3–1   | —     | 0–0   |       |
| 10  | Chile (E)     | 10  | 16 | 2  | 4 | 10 | 9  | 24 | −15 |                       | 0–1 | 0–0   | 1–2   | 9 Set | 0–0   | 0–0 | 4–2   | 1–2   | 2–0   | —     |       |

1. ↑  O Equador perdeu três pontos e foi multado em 100 mil francos suíços por falsificar os documentos de nascimento de Byron Castillo no ciclo anterior de qualificação para a Copa do Mundo.[26]

### Copa América
| Pos | Equipe     | Pts | J | V | E | D | GP | GC | SG | Classificado     |
| --- | ---------- | --- | - | - | - | - | -- | -- | -- | ---------------- |
| 1   | Colômbia   | 7   | 3 | 2 | 1 | 0 | 6  | 2  | +4 | Quartas de final |
| 2   | Brasil     | 5   | 3 | 1 | 2 | 0 | 5  | 2  | +3 | Quartas de final |
| 3   | Costa Rica | 4   | 3 | 1 | 1 | 1 | 2  | 4  | −2 | Eliminado        |
| 4   | Paraguai   | 0   | 3 | 0 | 0 | 3 | 3  | 8  | −5 | Eliminado        |

#### Fase de grupos
| 24 de junho 1 | Brasil      | 0 – 0     | Costa Rica           | Inglewood                                                             |  |
| 22:00         | Militão 80' | Soccerway | 53' Calvo 58' Ugalde | Estádio: SoFi Stadium Público: 67 158 Árbitro: MEX César Ramos (FIFA) |  |

| 28 de junho 2 | Paraguai                                                    | 1 – 4     | Brasil                                                                                        | Paradise                                                                  |  |
| 22:00         | Balbuena 45+3' · Alderete 48' · Cubas 81' · Caballero 90+3' | Soccerway | 35', 45+5', 83' Vinícius Júnior · 43' Savinho · 45+3' Wendell · 65' (pen.), 70' Lucas Paquetá | Estádio: Allegiant Stadium Público: 46 939 Árbitro: CHI Piero Maza (FIFA) |  |

| 2 de julho 3 | Brasil                                                                   | 1 – 1     | Colômbia                              | Santa Clara                                                                  |  |
| 22:00        | Vinícius Júnior 7' · Raphinha 12' · João Gomes 27' · Bruno Guimarães 73' | Soccerway | 25' Machado · 27' Lerma · 45+2' Muñoz | Estádio: Levi's Stadium Público: 70 971 Árbitro: VEN Jesús Valenzuela (FIFA) |  |

#### Quartas de Final
| 6 de julho 4                                    | Uruguai                              | 0 – 0 (4 – 2 pen.)                              | Brasil                           | Paradise                                                                     |  |
| 22:00                                           | Ugarte 51' De la Cruz 60' Nández 74' | Soccerway                                       | 39' Lucas Paquetá 64' João Gomes | Estádio: Allegiant Stadium Público: 50 770 Árbitro: ARG Darío Herrera (FIFA) |  |
|                                                 |                                      | Penalidades                                     |                                  |                                                                              |  |
| Valverde Bentancur De Arrascaeta Giménez Ugarte |                                      | Militão Andreas Pereira Douglas Luiz Martinelli |                                  |                                                                              |  |

## Estatísticas

### Artilheiros
| Colocação | Jogador            | Posição | Amistosos | Eliminatórias | Copa América | Total |
| 1º        | Raphinha           | A       | 0         | 5             | 1            | 6     |
| 1º        | Rodrygo            | A       | 3         | 3             | 0            | 6     |
| 2º        | Vinícius Júnior    | A       | 1         | 2             | 2            | 5     |
| 3º        | Endrick            | A       | 3         | 0             | 0            | 3     |
| 3º        | Lucas Paquetá      | M       | 2         | 0             | 1            | 3     |
| 4º        | Andreas Pereira    | M       | 1         | 1             | 0            | 2     |
| 4º        | Gabriel Martinelli | A       | 1         | 1             | 0            | 2     |
| 4º        | Luiz Henrique      | A       | 0         | 2             | 0            | 2     |
| 4º        | Marquinhos         | Z       | 1         | 1             | 0            | 2     |
| 4º        | Neymar             | A       | 0         | 2             | 0            | 2     |
| 5º        | Casemiro           | V       | 1         | 0             | 0            | 1     |
| 5º        | Éder Militão       | Z       | 1         | 0             | 0            | 1     |
| 5º        | Gabriel Magalhães  | Z       | 0         | 1             | 0            | 1     |
| 5º        | Gerson             | M       | 0         | 1             | 0            | 1     |
| 5º        | Igor Jesus         | A       | 0         | 1             | 0            | 1     |
| 5º        | Joelinton          | M       | 1         | 0             | 0            | 1     |
| 5º        | Matheus Cunha      | A       | 0         | 1             | 0            | 1     |
| 5º        | Savinho            | A       | 0         | 0             | 1            | 1     |
| Total     | Total              | Total   | 15        | 20            | 5            | 40    |

### Assistência
| Colocação | Jogador         | Posição | Amistosos | Eliminatórias | Copa América | Total |
| 1º        | Lucas Paquetá   | M       | 2         | 1             | 1            | 4     |
| 2º        | Raphinha        | A       | 1         | 2             | 0            | 3     |
| 2º        | Vinícius Júnior | A       | 2         | 1             | 0            | 3     |
| 3º        | Bruno Guimarães | V       | 0         | 2             | 0            | 2     |
| 3º        | Neymar          | A       | 0         | 2             | 0            | 2     |
| 3º        | Savinho         | A       | 1         | 1             | 0            | 2     |
| 4º        | Igor Jesus      | A       | 0         | 1             | 0            | 1     |
| 4º        | Luiz Henrique   | A       | 0         | 1             | 0            | 1     |
| 4º        | Matheus Cunha   | A       | 0         | 1             | 0            | 1     |
| 4º        | Yan Couto       | LD      | 1         | 0             | 0            | 1     |
| Total     | Total           | Total   | 7         | 12            | 1            | 20    |

### Cartões
Os cartões vermelhos e amarelos recebidos durante a temporada:
| Colocação | Jogador            | Posição | Penalizado com cartão amarelo | Expulso | Total |
| 1º        | Lucas Paquetá      | M       | 8                             | 0       | 8     |
| 2º        | Bruno Guimarães    | V       | 5                             | 0       | 5     |
| 3º        | Raphinha           | A       | 4                             | 0       | 4     |
| 3º        | Vinícius Júnior    | A       | 4                             | 0       | 4     |
| 4º        | Éder Militão       | Z       | 3                             | 0       | 3     |
| 4º        | Endrick            | A       | 3                             | 0       | 3     |
| 4º        | João Gomes         | M       | 3                             | 0       | 3     |
| 5º        | André              | V       | 2                             | 0       | 2     |
| 5º        | Casemiro           | V       | 2                             | 0       | 2     |
| 5º        | Danilo             | LD      | 2                             | 0       | 2     |
| 5º        | Gabriel Jesus      | A       | 2                             | 0       | 2     |
| 5º        | Gabriel Magalhães  | Z       | 2                             | 0       | 2     |
| 5º        | Joelinton          | M       | 1                             | 1       | 2     |
| 5º        | Vanderson          | LD      | 2                             | 0       | 2     |
| 6º        | Andreas Pereira    | M       | 1                             | 0       | 1     |
| 6º        | Ayrton Lucas       | LE      | 1                             | 0       | 1     |
| 6º        | Carlos Augusto     | LE      | 1                             | 0       | 1     |
| 6º        | Ederson            | G       | 1                             | 0       | 1     |
| 6º        | Fabrício Bruno     | Z       | 1                             | 0       | 1     |
| 6º        | Gabriel Martinelli | A       | 1                             | 0       | 1     |
| 6º        | Léo Ortiz          | Z       | 1                             | 0       | 1     |
| 6º        | Lucas Beraldo      | Z       | 1                             | 0       | 1     |
| 6º        | Lucas Moura        | M       | 1                             | 0       | 1     |
| 6º        | Matheus Cunha      | A       | 1                             | 0       | 1     |
| 6º        | Murillo            | Z       | 1                             | 0       | 1     |
| 6º        | Neymar             | A       | 1                             | 0       | 1     |
| 6º        | Pepê               | A       | 1                             | 0       | 1     |
| 6º        | Renan Lodi         | LE      | 1                             | 0       | 1     |
| 6º        | Richarlison        | A       | 1                             | 0       | 1     |
| 6º        | Rodrygo            | A       | 1                             | 0       | 1     |
| 6º        | Rony               | A       | 1                             | 0       | 1     |
| 6º        | Yan Couto          | LD      | 1                             | 0       | 1     |
| 6º        | Wendell            | LE      | 1                             | 0       | 1     |
| Total     | Total              | Total   | 62                            | 1       | 63    |

### Pênaltis a favor
|   | Cobrador        | Resultado  | Torneio       | Etapa      | VAR | Resultado final        | Data                   |
| 1 | Vinícius Júnior | Convertido | Amistoso      | Jogo único | Não | Brasil 4 – 1 Guiné     | 17 de junho de 2023    |
| 2 | Neymar          | Erro       | Eliminatória  | 1ª rodada  | Sim | Brasil 5 – 1 Bolívia   | 8 de setembro de 2023  |
| 3 | Lucas Paquetá   | Convertido | Amistoso      | Jogo único | Não | Espanha 3 – 3 Brasil   | 26 de março de 2024    |
| 4 | Lucas Paquetá   | Erro       | Copa América  | 2ª rodada  | Sim | Paraguai 1 – 4 Brasil  | 28 de junho de 2024    |
| 5 | Lucas Paquetá   | Convertido | Copa América  | 2ª rodada  | Sim | Paraguai 1 – 4 Brasil  | 28 de junho de 2024    |
| 6 | Raphinha        | Convertido | Eliminatórias | 10ª rodada | Sim | Brasil 4 – 0 Peru      | 15 de outubro de 2024  |
| 7 | Raphinha        | Convertido | Eliminatórias | 10ª rodada | Não | Brasil 4 – 0 Peru      | 15 de outubro de 2024  |
| 8 | Vinícius Júnior | Erro       | Eliminatórias | 11ª rodada | Sim | Venezuela 1 – 1 Brasil | 14 de novembro de 2024 |
| 9 | Raphinha        | Convertido | Eliminatórias | 13ª rodada | Não | Brasil 2 – 1 Colômbia  | 20 de março de 2025    |

### Pênaltis contra
|   | Futebolista   | Resultado  | Torneio  | Etapa      | VAR | Resultado final      | Data                |
| 1 | Ederson       | Convertido | Amistoso | Jogo único | Não | Brasil 2 – 4 Senegal | 20 de junho de 2023 |
| 2 | João Gomes    | Convertido | Amistoso | Jogo único | Não | Espanha 3 – 3 Brasil | 26 de março de 2024 |
| 3 | Lucas Beraldo | Convertido | Amistoso | Jogo único | Não | Espanha 3 – 3 Brasil | 26 de março de 2024 |

### Ranking FIFA
| Ano  | 06/04 | 29/06 | 20/07 | 21/09 | 30/11 | 21/12 |
| ---- | ----- | ----- | ----- | ----- | ----- | ----- |
| 2023 | 3º    | 3º    | 3º    | 3º    | 5º    | 5º    |
| Ano  | 15/02 | 04/04 | 20/06 | 18/07 | 19/09 | 28/11 |
| 2024 | 5º    | 5º    | 4º    | 5º    | 5º    | 5º    |
| Ano  | 03/04 | 10/07 |       |       |       |       |
| 2025 | 5º    | 5º    |       |       |       |       |
| Ano  |       |       |       |       |       |       |
| 2026 |       |       |       |       |       |       |